# بليك ميلر (لاعب اللاكروس)
بليك ميلر (بالإنجليزية: Blake Miller)‏ هو لاعب اللاكروس أمريكي، ولد في 9 يوليو 1972 في مانهاست في الولايات المتحدة.